# سرباره (بختیاری)
همانند همیاری اوزی در عروسی، در مراسم سوگواری نیز یک نوع همیاری میان قوم بختیاری وجود دارد  که به آن سر باره  گویند.سرباره از دیرباز وقبل از اسلام از آداب ایرانی بوده ودر آن زمان در موقع مرگ یک نفر از قبایل دیگر و دوستان و آشنایان هدایایی برای فرد فوت شده میآوردن که ممکن بود همراه فرد با در مقبره این شخص دفن شوند

## معنی لغوی
سرباره  SAR BARA یا SAR BARE.
در بین بختیاریها رسم بوده و هست که وقتی کسی از دنیا می‌رود، خویشان وبستگان برای کمک به تأمین هزینهٔ مراسم عزاداری که معمولاً سنگین هم هست، خانوادهٔ متوفی را با دادن سرباره  یاری می‌کنند.
«وقتی کسی از دنیا می‌رود در روز برگزاری مراسم سوم یا هفتمین روز وی، بستگان و خویشاوندان مبالغی پول یا چند راس گوسفند همراه برده و به خانوادهٔ متوفی اهدا می‌کنند. این روش پسندیده از دیرباز وجود داشته و امروزه هم دیده می‌شود».

## نحوهٔ دادن سرباره
در عشایر سر باره بیشتر به صورت دادن جنس مانند قند، روغن، برنج  یا گوسفند است تا به این طریق فشار مالی کمتری به صاحبان عزا وارد گردد اما در شهرها کمک به صورت نقدی است. کمک را معمولاً چندین نفر از افراد یک خانواده یا یک طایفه روی هم گذاشته و یک نفر به نمایندگی از سوی دیگران شخصا به خود صاحب عزا یا به دست یکی از نزدیکان  او می‌رساند.  امروزه رسم است در محلی که مراسم سوگواری برگزار می‌شود، صندوقهایی قرار می‌دهند که دور آن را با پارچهٔ مشکی می‌پوشانند تا شرکت کنندگان در مراسم، پاکت محتوی کمک نقدی خود را در آن بیندازند. کسانی که سرباره می‌پردازند جهت آگاهی صاحب عزا، نام و مبلغ همیاری (سرباره) هرفرد را روی  تکه‌ای کاغذ یاد داشت کرده و در پاکت قرار می‌دهند.
در بین اکثر طوایف بختیاری عدم قبول سرباره از جانب صاحب عزا نوعی اهانت به کمک کنندگان محسوب می‌شود.